# Löwenrosen Károly
Löwenrosen Károly (Lányi Károly, Charley) (Pest, 1871. március 19. – Budapest, 1952. május 5.) magyar labdarúgó, birkózó, nemzeti labdarúgó-játékvezető, sportvezető. Polgári foglalkozása asztalos iparosmester.

## Pályafutása
Szülei Löwenrosen Ignác vendéglős és Wollner Luiza.
A 19. század végére, a 20. század elejére jellemző sportolási igény egyik aktív résztvevője. Kerékpározott, atletizált, birkózott, súlyemelt, korcsolyázott, kiválóan vívott és futballozott. 1897-ben Budapest és Kolozsvár nehézsúlyú birkózó bajnoka.
A labdarúgással Angliában ismerkedett meg, amikor ott tanulmányokat folytatott. Londonban asztalosként dolgozott, de a sportéletből is kivette a részét, hiszen tagja volt a híres Tottenham Hotspur FC egyesületnek. A világutazó Löwenrossen élt egy ideig az Amerikai Egyesült Államokban is. A millenniumi kiállítás által teremtett munkalehetőség - nagy sikere volt a japán pavilon megalkotásával - vonzotta vissza Magyarországra és a MÁV Északi Főműhelyben vállalt munkát asztalosként. Angol-magyar-német keveréknyelven beszélt, emiatt munkatársai és sportbarátai Charly becenévvel (magyarosan Csárli bácsi) illették.

### Az első labdarúgó mérkőzés Magyarországon
Charley és angol munkatársai meglepve vették észre, hogy Magyarországon a labdarúgás, korabeli magyar nevén „angol rugósdi”, még sehol sem tart. Ezért Angliából küldetett magának egy valódi futball-labdát. Az ördöngös játékszer már a vámházban nagy feltűnést keltett és 11 korona vámmal sújtották. Ezt a nagy terhet nem tudta egyedül kifizetni, ezért a gépgyári munkások közadakozásából vállalták a megfizetését. A csodaszerszámot még aznap este elvitték a Törekvés dalárdájába. Alighogy elmagyarázta Charley a futball természetét, máris elhatározták, hogy másnap 1896. november 1-jén, mindenszentek napján rendeznek mérkőzést. A küzdelem a mai MTK pálya helyén, a Pékerdő egyik tisztásán folyt le bekecsben és jól megvasalt csizmákban. A játékosok közül az akkor még ifjú Winkler, pékerdői kocsmáros vált ki aktivitásával, főként az ő számlájára írandó, hogy a játék eredménye 3 – 0 volt a Szent Rókus Kórház javára, ugyanis három lábtörés következett be. Ezen a jelen levő asszonyok annyira felháborodtak, hogy mivel a játékvezetőt – a tudósítások szerinti második játékvezetőt, Charleyt – halálra keresték, de nem találták meg így bosszúból a labdát koncolták föl.

### Játék és sportvezetői tevékenysége
Nyilvános bírói tevékenységének köszönhetően ő lehet Magyarország – nem vizsgázott – 2. játékvezetője. Gyakorlata valamint szabályismerete alapján vizsga nélkül, szükségből lett játékvezető. Az alakuló klubtalálkozókon, bemutató mérkőzéseken, az MLSZ által üzemeltetett bajnokságokban tevékenykedett. Küldési gyakorlat szerint rendszeres partbírói szolgálatot is végzett. 1901–1904 között a legjobb vizsga nélküli játékvezetők között tartják nyilván. A MÁV keretei között a Törekvés SE alapítója, alelnöke és kapitánya. 1897–1920 között a Törekvés elnöke. A Dunavarsányi Torna Egylet (DTE) első elnöke.
Az 1935-ben megjelent kiadvány szerint, mint vizsgázott, hivatalos játékvezető, rendelkezett a Futballbírák Testülete (JB) által adományozott, 15 évi eredményes tevékenységet elismerő ezüstjelvénnyel. 1923-ban a 25 éves játékvezetői, sportvezetői tevékenységének elismeréseként aranyjelvény tárgyjutalomban illetve aranyoklevél elismerésben részesült.